# Důl Cholodna Balka
Cholodna Balka je uhelný důl, který se nachází na jihovýchodě Ukrajiny v Doněcké oblasti. V dole se nachází dle odhadů 51,3 milion tun uhlí. Uhlí z dolu se využívá k výrobě koksu. Ředitelem dolu byl Teymuraz I. Meladze.